# Râul Ucea
Râul Ucea este afluent al râul Oltului. Cursul superior al râului este uneori denumit Râul Ucea Mare. 

## Hărți
- Harta Munții Făgăraș  Arhivat în 8 septembrie 2013, la Wayback Machine.
- Harta Județului Brașov